# Krzyż Jubileuszowy na Przełęczy Rędzińskiej
Krzyż Jubileuszowy na Przełęczy Rędzińskiej − metalowy krzyż znajdujący się w Rudawach Janowickich w diecezji legnickiej.

## Historia
Inicjatywa postawienia krzyża dla upamiętnienia Jubileuszu 2000 lat chrześcijaństwa związana jest z mieszkańcem wsi Rędziny Krzysztofem Ściborem, który poruszony oświadczeniem Komitetu Budowy Jubileuszowego Krzyża na Śnieżce o niemożliwości realizacji budowy tego pomnika, zaproponował bp. Tadeuszowi Rybakowi postawienie Krzyża Jubileuszowego na Przełęczy Rędzińskiej na terenie swojej działki. Krzysztof Ścibor złożył 28 marca 2000 r. w Wydziale Budownictwa Starostwa Powiatowego w Kamiennej Górze pisemne oświadczenie, że działka nr 373 w Rędzinach jest jego własnością. Przekazuje ją dla Urzędu Dziekańskiego w Kamiennej Górze, wyrażając jednocześnie wolę, by zbudowano na niej Krzyż Milenijny Roku 2000. Po skompletowaniu wielu pisemnych uzgodnień i zezwoleń, 10 maja 2000 r. starosta powiatu kamiennogórskiego zatwierdził projekt i wydał pozwolenie na budowę krzyża.
Pod koniec maja 2000 r. wykonana została stopa fundamentowa, po części także dwumetrowa podstawa krzyża oraz przygotowana niemal cała dwudziestometrowa kratownica (która służyła wcześniej jako maszt radiowy w kopalni kamienia drogowego w Wieściszowicach) i około dziesięciometrowy krzyż. Montaż krzyża utrudniała nie tylko jego wysokość, ale również miękkość podłoża kilkuletniego ugoru. Ustawienie krzyża przy użyciu dźwigu o nośniku 40 ton, trwało ponad 12 godzin. Pogoda nie sprzyjała tego rodzaju pracom (zachmurzenie i deszcz), ale krzyż zgodnie z planem ustawiono 14 października 2000 r. a jego poświęcenia dokonał 5 listopada 2000 r. bp Tadeusz Rybak.